# Puebla de Guzmán
Puebla de Guzmán là một đô thị ở tỉnh Huelva, Tây Ban Nha. Theo điều tra dân số năm 2005, đô thị này có dân số 3.109 người.
Dân số năm 2007 ước là người. Đô thị này có diện tích 337 km², mật độ dân số 0,2 người/km². Đô thị này nằm ở độ cao 214 m và cách tỉnh lỵ 63 Huelva km.